# Maja Wolny

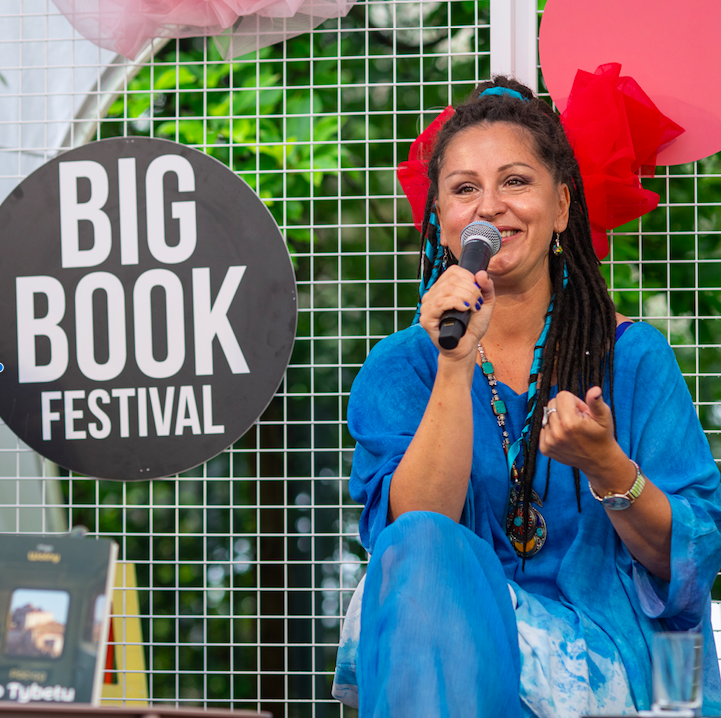
Maja Wolny

Maja Wolny (* 1976 in Kielce) ist eine polnische Schriftstellerin, Romanautorin, Theaterautorin, Kuratorin internationaler Ausstellungen, Doktor humanistischer Wissenschaften, Philologin polnischer Sprache. Stipendiatin der Wissenschaftlichen Gesellschaft Collegium Invisibile.

## Biographie
Von 1998 bis 2002 war sie Journalistin bei der polnischen Wochenzeitung „Polityka“. Lange Jahre lebte sie in Belgien, wo sie das Osteuropäische Kulturzentrum Post Viadrina leitete. 2010 bis 2015 war sie Direktorin des belgischen Museums Navigo, wo sie zahlreiche Ausstellungen zu den Themen Kultur, Literatur und Meer realisierte. Berühmt wurde sie als Kuratorin vor allem mit der kontroversen „Zeerotica“ von 2011. Dieses Event erweckte die Aufmerksamkeit des kultigen britischen Regisseurs Peter Greenaway, der 2013 zusammen mit seiner Ehefrau Saskia Boddeke die auf Maja Wolnys Ideen basierende Ausstellung „Sex & The Sea“ realisierte.
2016 erschien Maja Wolnys Roman „Schwarze Blätter“, über das Leben der polnisch-jüdischen Fotografin Julia Pirotte und das Pogrom in Kielce. Der belgische „De Standaard“ nannte „Schwarze Blätter“ einen der besten Romane des Jahres 2017.
In diesem Jahr zog Maja Wolny zurück nach Polen, nach Kazimierz Dolny, wo sie sich im kulturellen und sozialen Bereich engagiert. Äußerst wichtig ist ihr auch die Erinnerung an die jüdische Geschichte der Stadt.
2016 und 2017 unternahm sie einsame Reisen nach Sibirien, wo sie Material für ihren neuesten Roman, „Die Rückkehr aus dem Norden“ sammelte.
2018 erhielt sie den belgischen Literaturpreis „Hercule Poirot Prijs“ in der Kategorie Erstlingsroman für ihr Buch „Der Büchermörder“.
Sie ist verheiratet und hat zwei Kinder.

## Bibliographie
- Kara, „Kara“ (Prószyński i S-ka, 2009)
- Dom tysiąca nocy, „Das Haus der tausend Nächte“ (Prószyński i S-ka, 2010)
- Czarne liście, „Schwarze Blätter“ (Wydawnictwo Czarna Owca, 2016), Übersetzung ins Niederländische
- Księgobójca, „Der Büchermörder“ (Wydawnictwo Czarna Owca, 2017), Übersetzung ins Niederländische, Nominierung für den Preis „Nagroda Wielkiego Kalibru“ in Polen, belgischer Literaturpreis „Hercule Poirot Prijs“ in der Kategorie Erstlingsroman
- Powrót z Północy, „Die Rückkehr aus dem Norden“ (Wydawnictwo Czarna Owca, 2018)